# Mountmellick
Mountmellick is een plaats in het Ierse graafschap County Laois. De plaats telt 4.137 inwoners.